# بافت تاریخی روستای مزار
بافت تاریخی روستای مزار مربوط به دوره تاریخی است و در شهرستان بجستان، روستای مزار واقع شده و این اثر در تاریخ ۲ شهریور ۱۳۹۵ با شمارهٔ ثبت ۳۰۵۵۶ به‌عنوان یکی از آثار ملی ایران به ثبت رسیده‌است.